# Lamune
Lamune (ラムネ, Ramune?, "Limonada") é um anime de 12 episódios que foi adaptado de um jogo de videogame criado pela Neko Neko Software.

## História
Baseado no jogo para computadores Lamune - Garasubin Ni Utsuru Umi (Lamune - O Mar Que Se Reflete na Garrafa de Vidro), relata a história de Kenji Tomosaka e sua irmã Suzuka Tomosaka, que mudaram para uma cidade pequena próxima ao litoral. A nova casa fica de frente para o mar, por isso ao finalizar o transporte das coisas, foram correndo brincar na praia. 
Enquanto brincavam, Kenji acaba conhecendo uma menina, Nanami Konoe, que mora ao lado da sua nova casa. A aproximação deles logo se transforma em uma grande amizade, e com o passar dos tempos suas lembranças de infância tornam-se algo bastante precioso. Mas com o retorno do verão eles possuem a oportunidade de recordar algumas dessas lembranças de maneira especial para os dois.